# Freiraumdämpfung

Freiraumdämpfung (FSPL, free-space path loss) in dB als Funktion der Entfernung für verschiedene Frequenzen

Die Freiraumdämpfung fasst zwei Terme der Leistungsübertragungsbilanz einer Funkverbindung zusammen: die Reduzierung der Leistungsdichte gemäß dem quadratischen Abstandsgesetz und die mit der Frequenz schrumpfende Wirkfläche einer Empfangsantenne ohne Antennengewinn. Sie ist das einfachste Modell für Pfadverluste, berücksichtigt nicht etwaige Dämpfung durch das Ausbreitungsmedium.
Die Ergänzung der Freiraumdämpfung um den Antennengewinn und die Sendeleistung zur Bildung einer Leistungsübertragungsbilanz wird als Friis-Übertragungsgleichung bezeichnet.
Der Freiraumdämpfungsfaktor wird in der Funktechnik üblicherweise logarithmisch als Freiraumdämpfungsmaß in dB ausgedrückt.

## Berechnung

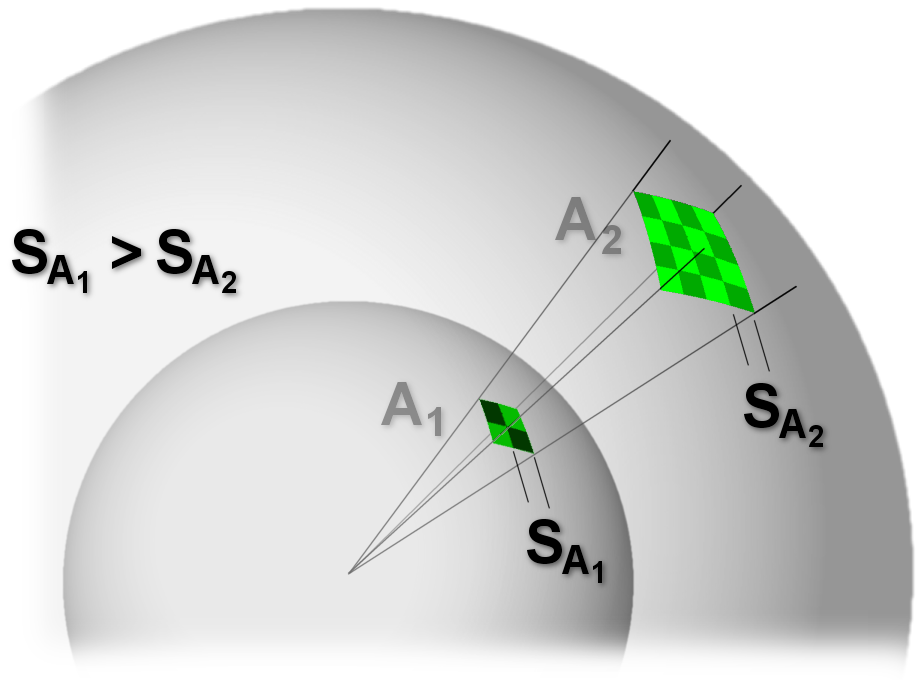
Leistungsdichte auf einer Kugeloberfläche

Da der Antennengewinn von Sende- und Empfangsantenne in der Leistungsbilanz gesondert auftaucht und sich auf den (theoretischen) Isotropstrahler bezieht, wird hier dessen Richtcharakteristik angesetzt. Für den Sender bedeutet das, dass sich seine hochfrequente Leistung {\displaystyle P} gleichmäßig in alle Richtungen verteilt. Demzufolge bilden Flächen gleicher Leistungsdichte {\displaystyle S} Kugeln um den Strahler. Bei größer werdendem Kugelradius {\displaystyle r} verteilt sich die Leistung auf eine größere Fläche (Kugel) {\displaystyle A=4\pi r^{2}} um den Strahler herum, die Leistungsdichte sinkt quadratisch:
(1) {\displaystyle S={\frac {P}{A}}={\frac {P}{4\pi r^{2}}}}
Der am Empfangsort näherungsweise ebenen Welle entnimmt die Empfangsantenne die Leistung
(2) {\displaystyle P_{\mathrm {r} }=SA_{\mathrm {W} }}
Darin ist für die Wirkfläche {\displaystyle A_{\mathrm {W} }} die der isotropen Antenne einzusetzen. Sie hängt nur von der Wellenlänge {\displaystyle \lambda } ab:
(3) {\displaystyle A_{\mathrm {W} }={\frac {\lambda ^{2}}{4\pi }}}
Setzt man (1) und (3) in (2) ein, so folgt:
{\displaystyle P_{\mathrm {r} }={\frac {P}{4\pi r^{2}}}{\frac {\lambda ^{2}}{4\pi }}=\left({\frac {\lambda }{4\pi r}}\right)^{2}P}
Das Verhältnis
{\displaystyle F={\frac {P}{P_{\mathrm {r} }}}=\left({\frac {4\pi r}{\lambda }}\right)^{2}}
der beiden Leistungen wird als Freiraumdämpfung bezeichnet und auch als Funktion der Frequenz {\displaystyle f={\frac {c}{\lambda }}} angegeben:
{\displaystyle F=\left({\frac {4\pi rf}{c}}\right)^{2}}
mit der Lichtgeschwindigkeit {\displaystyle c}.
Die Frequenzabhängigkeit der Freiraumdämpfung resultiert daraus, dass eine Leistung abgestrahlt, am Empfangsort aber eine Leistungsdichte betrachtet wird. Deswegen muss eine Flächeneinheit in die Gleichung eingehen, deren Dimension als Vielfaches der Wellenlänge angegeben werden kann (eine Folge aus Gleichung 3). Die Wellenlänge kann wiederum durch die Frequenz ausgedrückt werden, wodurch die Frequenzabhängigkeit entsteht. Die Freiraumdämpfung selbst ist dimensionslos, da die Flächeneinheit ins Verhältnis zur Kugeloberfläche gesetzt wird. Bei höherer Frequenz wird also die betrachtete Flächeneinheit {\displaystyle \lambda ^{2}} kleiner, und das Verhältnis zur Kugeloberfläche {\displaystyle 4\pi r^{2}} verschlechtert sich.

## Freiraumdämpfungsmaß
Das Freiraumdämpfungsmaß kann unmittelbar aus obiger Gleichung abgeleitet werden. Bei der Logarithmierung werden Exponenten zu Faktoren und Faktoren zu Summanden:
{\displaystyle {\begin{alignedat}{2}F{\text{ in dB}}&=10\log _{10}F\\&=10\log _{10}\left({\frac {4\pi rf}{c}}\right)^{2}&&=10\log _{10}\left({\frac {4\pi r}{\lambda }}\right)^{2}\\&=20\log _{10}\left(r\cdot f\cdot {\frac {4\pi }{c}}\right)&&=20\log _{10}\left(r\cdot \lambda ^{-1}\cdot 4\pi \right)\\&=20\log _{10}(r/\mathrm {m} )+20\log _{10}(f/\mathrm {Hz} )+20\log _{10}\left({\frac {4\pi }{c}}\mathrm {\frac {m}{s}} \right)&&=20\log _{10}(r/\mathrm {m} )-20\log _{10}(\lambda /\mathrm {m} )+20\log _{10}\left(4\pi \right)\\&=20\log _{10}(r/\mathrm {m} )+20\log _{10}(f/\mathrm {Hz} )-147{,}55&&=20\log _{10}(r/\mathrm {m} )-20\log _{10}(\lambda /\mathrm {m} )+21{,}984\end{alignedat}}}

### Beispiele
Mit dem Transceiver eines Kfz-Schlüssels mit {\displaystyle f=2{,}4\,\mathrm {GHz} } (entsprechend der Wellenlänge {\displaystyle \lambda =125\,\mathrm {mm} }) und einer Leistung von etwa 4 mW (entsprechend 6 dBm) soll eine Entfernung von 5 m erreicht werden. Das Freiraumdämpfungsmaß beträgt ca. 54 dB. Antennengewinne sollen wegen der beiderseits angestrebten Rundstrahlcharakteristik nicht angesetzt werden. Damit beträgt der Empfangspegel −48 dBm entsprechend 15,8 nW.
| Frequenz f | Abstand r                               | Freiraumdämpfung | Freiraumdämpfung |
| Frequenz f | Abstand r                               | Faktor F         | Maß in dB        |
| ---------- | --------------------------------------- | ---------------- | ---------------- |
| 0027 MHz   | 300 m (RC-Modell)                       | 1,1·105          | 051 dB           |
| 0100 MHz   | 100 km (UKW-Rundfunk)                   | 1,8·1011         | 112 dB           |
| 0013 GHz   | 30 km (Richtfunk)                       | ,13·1014         | 144 dB           |
| 1575 MHz   | 25.000 km (GPS L1)                      | ,13·1018         | 184 dB           |
| 0015 GHz   | 38.000 km (Rundfunksatellit)            | ,16·1020         | 208 dB           |
| 0002,1 GHz | 384.000 km (Mond–Erde, Apollo-Programm) | 1,1·1021         | 211 dB           |
| 0008,4 GHz | 500.000.000 km (Erde–Raumsonde Rosetta) | 3,1·1028         | 285 dB           |